# Neastacilla
Neastacilla är ett släkte av kräftdjur. Neastacilla ingår i familjen Arcturidae.

## Dottertaxa tillNeastacilla, i alfabetisk ordning[1]
- Neastacilla algensis
- Neastacilla antipodea
- Neastacilla attenuata
- Neastacilla bacillus
- Neastacilla californica
- Neastacilla deducta
- Neastacilla diomedeae
- Neastacilla estadoensis
- Neastacilla exilis
- Neastacilla falclandica
- Neastacilla fusiformis
- Neastacilla inaequispinosa
- Neastacilla kerguelensis
- Neastacilla kurilensis
- Neastacilla leucophthalma
- Neastacilla levis
- Neastacilla littoralis
- Neastacilla longipectus
- Neastacilla macilenta
- Neastacilla magellanica
- Neastacilla marionensis
- Neastacilla monoseta
- Neastacilla nodulosa
- Neastacilla ochroleuca
- Neastacilla pallidocula
- Neastacilla polita
- Neastacilla richardsonae
- Neastacilla scabra
- Neastacilla sheardi
- Neastacilla sirenkoi
- Neastacilla spinifera
- Neastacilla tanakai
- Neastacilla tattersalli
- Neastacilla tristanica
- Neastacilla tritaeniata
- Neastacilla tuberculata
- Neastacilla tzvetkowae
- Neastacilla vicaria
- Neastacilla vitjazi